# Trientale d'Europe
Trientalis europaea
Espèce
Classification phylogénétique
Le Trientale d'Europe (Trientalis europaea) est une espèce de plantes à fleurs de la famille des Primulacées selon la classification classique de Cronquist (1981) ou selon la classification phylogénétique APG III (2009), mais des Myrsinacées selon la classification phylogénétique APG II (2003).

## Synonyme
- Lysimachia europaea (L.) U.Manns & Anderb., 2009

## Description

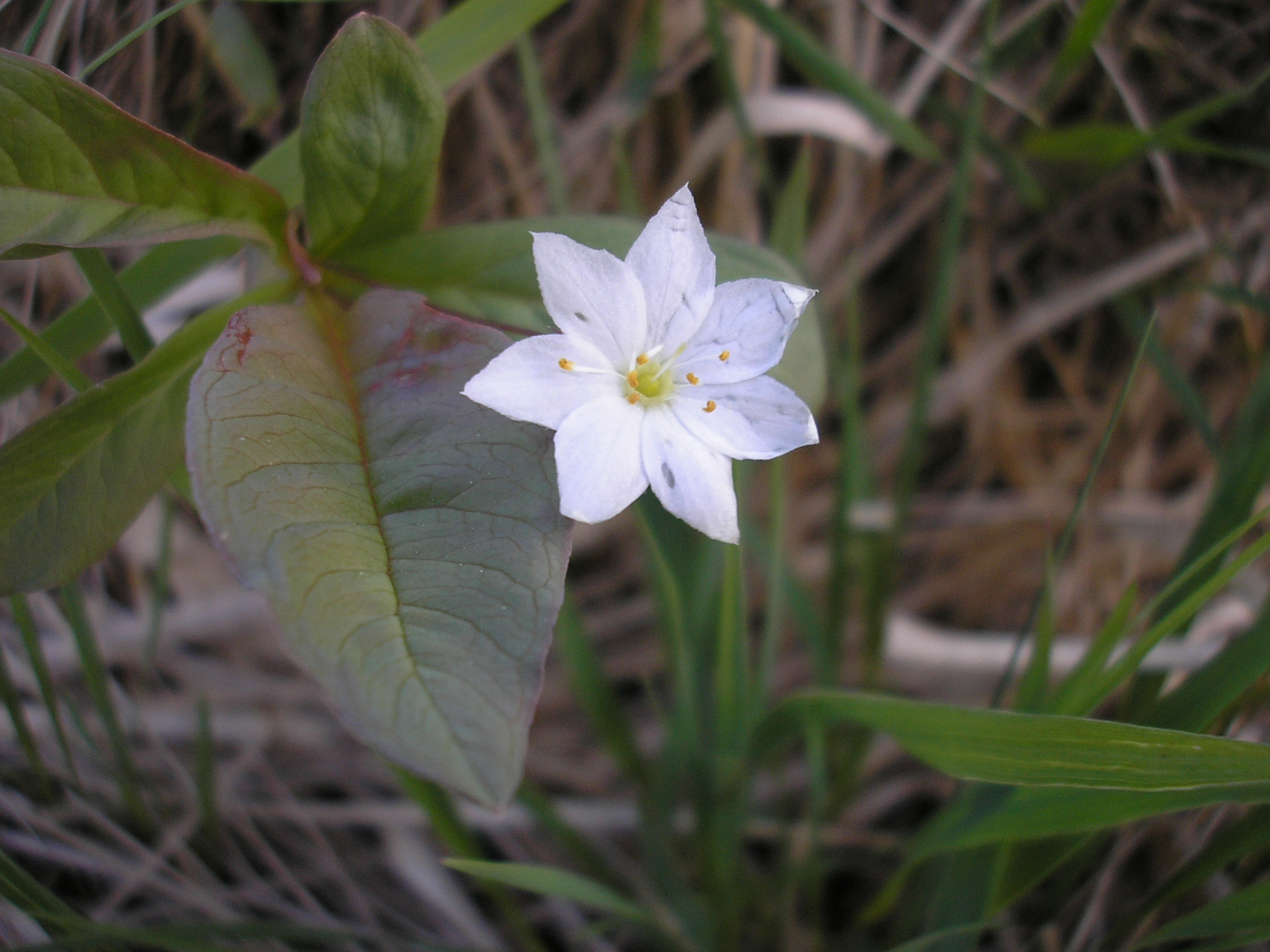
Trientalis europaea dans les Hautes Fagnes.

C'est une petite plante herbacée. Elle présente une rosette de feuilles surélevée, de laquelle part une à trois fleurs blanches à généralement 7 pétales.

## Répartition et habitat
Elle pousse dans les pinèdes du nord de l'Europe.
Elle est très rare en France : quelques stations en Ardenne, dans les Vosges, le Haut Jura et en Savoie. Elle est également présente dans une vallée de Corse (Asco).
En Europe moyenne, on la trouve notamment dans les Hautes Fagnes (Belgique et Allemagne) et dans quelques régions d'Autriche (sur sols granitiques).
La trientale - Siebenstern en allemand, signifiant "étoile à 7 branches" - est la fleur symbole de la réserve naturelle des Hautes Fagnes et de l'association de randonnée du Fichtelgebirge.

### Caractéristiques
- Organes reproducteurs
  - Couleur dominante des fleurs : blanc
  - Période de floraison : juin-septembre
  - Inflorescence : fleur solitaire terminale
  - Sexualité : hermaphrodite
  - Ordre de maturation : protogyne
  - Pollinisation : entomogame, autogame
- Graine
  - Fruit : capsule
  - Dissémination : endozoochore
- Habitat et répartition
  - Habitat type : sous-bois herbacés médioeuropéens, acidophiles, boréomontagnards, psychrophiles
  - Aire de répartition : circumboréal

Données d'après : Julve, Ph., 1998 ff. - Baseflor. Index botanique, écologique et chorologique de la flore de France. Version : 23 avril 2004.

## Statut de protection
En France, l'espèce est protégée sur l'ensemble du territoire métropolitain. Elle figure sur la liste rouge régionale des espèces de plantes du Nord-Pas-de-Calais.
En Belgique, l'espèce est légalement protégée.
En Suisse, elle figure sur la liste rouge des plantes.